# Castle of Glass
„Castle of Glass“ je píseň americké rockové skupiny Linkin Park a poslední singl pátého studiového alba Living Things. Píseň produkoval zpěvák Mike Shinoda a producent Rick Rubin. Píseň byla vydána jako propagační singl ke hře Medal of Honor: Warfighter, kterou v roce 2012 vydala společnost Danger Close Games. Singl vyšel 2. února 2013 a 22. března byl vydán jako digitální singl na iTunes.
Remix písně se nachází na druhém remixovém albu skupiny Recharged. Remixová verze se objevila také ve videohře Need for Speed Rivals jako součást soundtracku.

## Videoklip
V oficiálním videoklipu se nachází záběry ze hry Medal of Honor: Warfighter. Rovněž sledujeme chlapce, jehož otce zabili v boji. Celý videoklip byl věnován těm, kteří zemřeli ve válce.
Během natáčení bylo použito barevné klíčování.

## Seznam skladeb
| CD     | CD                         | CD    |
| Pořadí | Název                      | Délka |
| ------ | -------------------------- | ----- |
| 1.     | "Castle of Glass"          | 3:25  |
| 2.     | "Lost in the Echo" (Remix) | 5:09  |

## Obsazení
- Chester Bennington – zpěv
- Mike Shinoda – zpěv, elektrická kytara, struny, lesní roh, klavír
- Brad Delson – akustická kytara, doprovodné vokály, sampler
- Dave „Phoenix“ Farrell – basová kytara, doprovodné vokály
- Rob Bourdon – bicí, perkuse
- Joe Hahn – syntezátory, samplování, programování